# Dysphania caeruleoplaga
Dysphania caeruleoplaga är en fjärilsart som beskrevs av Max Joseph Bastelberger 1911. Dysphania caeruleoplaga ingår i släktet Dysphania och familjen mätare. Inga underarter finns listade i Catalogue of Life.